# 金鎮元
金鎮元（韓語：김진원），韓國電視劇導演。

## 作品列表

### 電視劇
- 2011年：KBS《浪漫小鎮》
- 2012年：KBS《普通的戀愛》
- 2012年：KBS《善良的男人》
- 2014年：KBS《真是好時節》
- 2015年：KBS《記得你》
- 2017年：JTBC《The Package》
- 2017年：JTBC《只是相愛的關係》
- 2019年：JTBC《我的王國》
- 2023年：Netflix《走進你的時間》

### 製作人作品
- 2014年：KBS《明日如歌》

### 助理導演作品
- 2008年：KBS《強敵們》
- 2008年：KBS《妻子和女人》

## 外部連結
- NAVER （页面存档备份，存于）